# Тарусское викариатство
Тару́сское викариа́тство — викариатство Калужской епархии Русской православной церкви.

## История
22 октября 2015 года решением Священного синода Русской православной церкви епископом Тарусским, викарием Калужской епархии определено быть архимандриту Серафиму (Савостьянову).
11 марта 2020 года решением Священного синода Русской православной церкви архимандрит Иосиф (Королёв) избран епископом Тарусским, викарием Калужской епархии.

## Епископы
- Серафим (Савостьянов) (4 декабря 2015 — 26 февраля 2019[3])
- Иосиф (Королёв) (19 августа 2020 — 29 декабря 2021)
- Леонид (Толмачёв) (29 декабря 2021 — 16 мая 2023)
- Макарий (Комогоров) (2 марта — 15 мая 2025)